# 麻宮ゆり子
麻宮 ゆり子（まみや ゆりこ、1976年 - ）は、日本の小説家。大学非常勤講師。

## 経歴・人物
埼玉県生まれ。大谷大学文学部哲学科卒業。大阪文学学校に在籍している。2003年、小林ゆり名義で応募した「たゆたふ蝋燭」で筑摩書房と三鷹市が共同主催する第19回太宰治賞を受賞する。2013年、「敬語で旅する四人の男」で光文社が主催する第7回小説宝石新人賞を受賞する。選考委員の唯川恵は、「文章にちりばめられたそこはかとない可笑しさ、重たいことも軽く書けるし、軽いことも意味ありげに書ける、というのがこの作者の個性であり、それがとても心地よく伝わってきた」と評価している。

## 作品リスト
- 『敬語で旅する四人の男』（2014年7月 光文社 / 2016年11月 光文社文庫）
- 『仏像ぐるりの人びと』（2016年5月 光文社 / 2018年6月 光文社文庫）
- 『碧と花電車の街』（2018年4月 双葉社）

### 小林ゆり名義
- 『真夜中のサクラ』（2004年2月 筑摩書房）